# Natale Abbadia
Natale Abbadia (* 11. März 1792 in Genua; † 25. Dezember 1861 in Mailand) war ein italienischer Komponist und Gesangslehrer. Er komponierte Kirchenmusik und Opern.

## Leben
Abbadia interessierte sich schon in seiner Kindheit leidenschaftlich für Musik. Er nahm vier Jahre Musik- und Gesangsunterricht beim Komponisten und Musikpädagogen Pietro Raimondi. Anschließend studierte er in Genua bei Luigi Cerro. Schon im Alter von 12 Jahren war er ein versierter Cembalospieler. Er erwarb sich nicht nur die Fähigkeit eines starken Ausdrucks, sondern lernte auch die Regeln des Kontrapunkts. Von 1831 bis 1837 war er als Chorleiter am Teatro Carlo Felice in Genua tätig und erteilte daraufhin in Mailand Gesangsunterricht. So war er auch der hauptsächliche Lehrer seiner 1821 geborenen Tochter Luigia, die in der Folge erfolgreich eine Karriere als Opernsängerin einschlug.

## Werke (Auswahl)
Bereits als 20-Jähriger komponierte Abbadia im Jahr 1812 die dreiaktige, am Teatro di Sant’Agostino aufgeführte Opera seria La Giannina di Pontieu, ossia La villanella d’onore sowie im gleichen Jahr die einaktige Opera buffa L’imbroglione ed il castigamatti und 1825 die Kantate Ettore e Andromaca. Eine Missa a tre voci (Messe für drei Stimmen), eine Missa a quatro voci (Messe für 4 Stimmen) mit Orchesterbegleitung und eine Vesper sind kirchenmusikalische Jugendwerke, die er schon vor 1812 komponiert hatte. Er komponierte noch weitere Vespern und  Motetten. Im „Catalogo nazionale dei manoscritti musicali redatti fino al 1900“ der Biblioteca Nazionale Braidense sind vier Werke katalogisiert:  Ave maris stella in G-Dur für drei Soprane und Orgel, Tantum ergo E-Dur für zwei Soprane und Orgel, Versetti für Orgel und  Il natale di Genova, Kantate für 2 Tenöre, Bass, Chor und Orchester in G-Dur.